# Азербайджан (танкер, 1935)
Азербайджан — советский средний черноморский танкер типа «Москва», участвовавший в конвое PQ-17.

## История
В 1928 году в числе трёх однотипных судов для доставки нефтепродуктов в порты Черного и Средиземного морей заказан «Нефтесиндикатом» Николаевскому судостроительному заводу. Сдан в 1932 году.
С 1934 по 1940 год был приписан к пароходству «Совтанкер» с портом приписки Туапсе. В 1940 году переведён в Дальневосточное морское пароходство. В 1942—1943 годах использовался Северным флотом как военный транспорт. Вооружён двумя пушками и двумя крупнокалиберными пулемётами. В июле 1942 года в составе конвоя PQ-17 вышел из Англии (капитан В. Н. Изотов), имея на борту 6000 тонн льняного масла. В 50 милях к востоку от острова Надежды был торпедирован, взрывом разорвало девять танков. Несмотря на серьёзное повреждение, без конвоя дошёл до Новой Земли, откуда под конвоем советского минного заградителя «Мурман» пришёл в Архангельск. После ремонта вернулся на Тихий океан. В 1975 году списан и переведён в разряд несамоходных бункеровочных баз Дальневосточного морского пароходства.

## Конструкция
Корпус разделён перегородками на 18 танков, рассчитанных на прием тяжелых нефтепродуктов. 12 компенсационных танков заполнялись при перевозке лёгких нефтепродуктов. В носовой части оборудован трюм для перевозки масла в таре.